# Cieśnina Austriacka
Cieśnina Austriacka (ros. Австрийский пролив) – cieśnina Oceanu Arktycznego położona we wschodniej części Ziemi Franciszka Józefa, oddzielająca Ziemię Wilczka i Wyspę Grahama Bella od centralnej części archipelagu. Jej szerokość wynosi od 5 (u południowego wejścia) do 40 km (w północnej części), a głębokość od 12 do 153 sążni. W cieśninie występują silne prądy morskie. Została odkryta i nazwana w 1874 roku przez austro-węgierską wyprawę na biegun północny.  